# ریچارد ریدز
ریچارد ریدز (انگلیسی: Richard Rydze؛ زادهٔ ۱۵ مارس ۱۹۵۰-درگذشته ۲۸ نوامبر ۲۰۲۳) شیرجه‌رو اهل ایالات متحده آمریکا بود.
وی در مسابقات کشوری و بین‌المللی در مجموع برندهٔ ۲ مدال نقره شده است.